# Столп огненный (роман)
«Столп огненный» (англ.  A Column of Fire) — исторический роман валлийского писателя Кена Фоллета, опубликованный 12 сентября 2017 года. Это последний том трилогии «Кингсбридж», начатой романами «Столпы Земли» и «Мир без конца».
События происходят в Англии XVI века, в воображаемом городе Кингсбридж и за его пределами. Действие начинается на Рождество 1558 года и охватывает годы межконфессионального конфликта, спровоцированного Реформацией, вплоть до Порохового заговора 1605 года.
В книге повествуется о романе между Недом Уиллардом и Марджери Фицджеральд, а также об отношениях между конфессиями, политических интригах королевских дворов Англии, Франции и Шотландии.
В отличие от двух предыдущих романов трилогии, бо́льшая часть действия происходит не в самом Кингсбридже, а в других местах, в том числе таких отдалённых, как Париж, Севилья, Женева, Антверпен и Карибское море.